# Anthony Okachi
Anthony Achu Okachi (6 settembre 2000) è un calciatore nigeriano, attaccante dello Shooting Stars.

## Carriera

### Club
Okachi ha iniziato la carriera con la maglia dell'Abia Comets. Il 29 marzo 2019 è passato ai norvegesi del Jerv – militanti in 1. divisjon, secondo livello del campionato locale – con la formula del prestito. Ha esordito con questa maglia il 21 luglio successivo, sostituendo Ole Marius Håbestad nella sconfitta per 4-2 subita sul campo del Raufoss, partita in cui ha trovato anche una rete in favore della sua squadra. Al termine del prestito, ha fatto ritorno all'Abia Comets.
Successivamente, Okachi è stato tesserato dall'Ikorodu City. In vista della stagione 2022-2023 è passato allo Shooting Stars: ha esordito nella massima divisione nigeriana in data 15 gennaio 2023, venendo schierato titolare nel 3-3 arrivato in casa del Plateau United, in cui ha siglato una rete.
Nella stagione seguente si è accordato con l'Enyimba. Con questa maglia ha debuttato anche nella CAF Champions League, seppure nei turni preliminari: ha sostituito Mbaoma Chijioke nel pareggio casalingo per 0-0 arrivato contro l'Al-Ahly Bengasi. Per la stagione 2024-2025 ha fatto ritorno allo Shooting Stars.